# ФК «Шахтёр» Караганда в сезоне 2013
Сезон 2013 — 22-й сезон для «Шахтёра» в высшем дивизионе страны, а также 56-й с учётом участия в чемпионатах СССР.
Предсезонную подготовку команда провела в Турции.
Первый официальный матч в новом сезоне команда сыграла в рамках Суперкубка Казахстана 3 марта на «Астана Арене», одержав победу над «Астаной» со счётом 3:2 и таким образом впервые выиграв данный турнир.
Также сезон ознаменовался серьёзными успехами в еврокубках. «Шахтёр» стал первой казахстанской командой дошедшей до раунда плей-офф лиги чемпионов, а также попавшей в групповой этап лиги Европы.
Завершила сезон команда завоеванием кубка страны, который тоже достался впервые, что в итоге сделало данный сезон успешным, несмотря на плохие результаты в чемпионате Казахстана.

## Клуб

### Тренерский штаб (основной состав)
| Должность               | Имя               |
| ----------------------- | ----------------- |
| Главный тренер          | Виктор Кумыков    |
| Старший тренер          | Олег Корниенко    |
| Тренер                  | Роман Узденов     |
| Тренер                  | Евгений Свешников |
| Тренер по вратарям      | Валерий Ситало    |
| Тренер по физподготовки | Сергей Мищенко    |

### Тренерский штаб (молодёжный состав)
| Должность                 | Имя              |
| ------------------------- | ---------------- |
| Главный тренер            | Сергей Мищенко   |
| Помощник главного тренера | Берик Рахимбеков |

### Форма
Поставщик формы: Nike
| Домашняя форма на внутренней арене | Гостевая форма на внутренней арене | Домашняя форма в еврокубках | Гостевая форма в еврокубках |

## Предсезонные и товарищеские матчи
Победа
 Ничья
 Поражение
| 14 декабря 2012 | Шахтёр | 0:2     | Кайрат                    | Белек, Турция |
| |        | (отчёт) | Сахалбаев 55′ (пен.), 70′ |               |
| Шахтёр: Мокин, Габышев, Тарасов, Василевич, Порываев, Семлер (Байжанов), Каньяс, Вичюс (Боровский), Ахмеев (Ли), Хижниченко (Седельников), Тажимбетов (Вишняковс) Кайрат: Шабанов, Воротников, Дафф, Шестаков, Эредиа, Недашковский, Кейлер, Жолдасов, Вяткин, Абдраманов, Байжанов, Калинин, Дарабаев, Сахалбаев, Таипов, Ахметов, Розыбакиев |        |         |                           |               |

| 16 декабря 2012 | Шахтёр                        | 3:0     | Малайзия (мол.) | Белек, Турция |
| | Вишняков 20′, 29′ · Малый 57′ | (отчёт) |                 |               |
| Шахтёр: Шацкий (Матаев), Айменов (Ахмеев), Солошенко, Седельников (Тарасов), Борантаев, Кукеев Жигер (Малый), Балов (Ли), Люхай, Боровский, Жангылышбай, Вишняковс |                               |         |                 |               |

| 19 декабря 2012 | Шахтёр | 0:0     | Спартак-Нальчик | Анталья, Турция |
| |        | (отчёт) |                 |                 |
| Шахтёр: Мокин (Невокшонов), Габышев, Тарасов (Малый), Василевич, Порываев, Семлер (Кукеев Жамбыл), Байжанов (Вичюс), Каньяс, Ахмеев (Ли), Хижниченко (Финонченко), Тажимбетов |        |         |                 |                 |

| 19 декабря 2012 | Шахтёр | 0:1     | Спартак-Нальчик | Турция |
| |        | (отчёт) |                 |        |
| Шахтёр: Шацкий, Седельников, Солошенко, Борантаев, Боровский, Балов (Сахимов), Кукеев Жигер (Люхай), Вишняковс, Жангылышбай, Тарасов, Айменов |        |         |                 |        |

| 9 января 2013 | Шахтёр                                                               | 5:0     | Силивриспор | Турция |
| | Хижниченко 10′ · Боровский 40′ · Вишняков 50′, 80′ · Жангылышбай 68′ | (отчёт) |             |        |
| Шахтёр: Фомичев (Шацкий), Габышев, Малый, Седельников, Тарасов, Борантаев, Семлер (Гафуров), Байжанов (Кукеев Жигер), Боровский, Хижниченко (Жангылышбай), Вишняковс |                                                                      |         |             |        |

| 9 января 2013 | Шахтёр            | 1:0     | Пирин (Гоце-Делчев) | Турция |
| | Кукеев 18′ (пен.) | (отчёт) |                     |        |
| Шахтёр: Мокин, Симчевич, Джидич, Василевич, Порываев, Кукеев Жамбыл (Семлер 85), Каньяс, Вичюс, Ли (Жангылышбай 65), Финонченко (Байжанов 70), Тажимбетов (Хижниченко 68) |                   |         |                     |        |

| 13 января 2013 | Шахтёр                  | 2:4                 | Зандхаузен                                      | Анталья, Турция |
| | Каньяс 65′ · Кукеев 84′ | (отчёт 1) (отчёт 2) | Лёнинг 40′ · Ульм 46′ · Адлер 80′ · Шауерте 90′ |                 |
| Шахтёр: Мокин, Габышев (Симчевич 25), Джидич, Малый, Василевич (Тарасов 32), Порываев, Семлер (Кукеев Жамбыл 20), Байжанов (Ли 75, Жангылышбай 85), Вичюс (Каньяс 30), Хижниченко (Финонченко 75), Вишняковс (Тажимбетов 35) Зандхаузен: Лангер, Буш (Глибо 46), Шульц (Морена 46), Пишорн (Риманн 46), Ахенбах (Кандзиора 63), Шауерте, Фиссер (Ульм 46), Блаха, Темур (Халфар 68), Лёнинг (Адлер 46), Вутен (Даннеберг 46) |                         |                     |                                                 |                 |

| 16 января 2013 | Шахтёр         | 1:0     | Восток | Турция |
| | Хижниченко 24′ | (отчёт) |        |        |
| Шахтёр: Шацкий, Габышев, Малый, Седельников, Борантаев, Боровский, Семлер (Гафуров), Тарасов, Вичюс (Кукеев Жигер), Вишняковс (Гриппа), Хижниченко (Жангылышбай) |                |         |        |        |

| 16 января 2013 | Шахтёр     | 1:2                 | Салют (Белгород)        | Турция |
| 19:00 MSK | Каньяс 63′ | (отчёт 1) (отчёт 2) | Москера 5′ · Жирный 30′ |        |
| Шахтёр: Мокин, Симчевич, Джидич, Василевич, Порываев, Кукеев Жамбыл, Байжанов (Вичюс 69, Тарасов 83), Каньяс, Ли (Жангылышбай 75, Семлер 85), Финонченко, Тажимбетов (Хижниченко 69, Вишняковс 78) |            |                     |                         |        |

| 22 января 2013 | Шахтёр | 0:1                 | Ротор       | Турция |
| 18:00 MSK |        | (отчёт 1) (отчёт 2) | Шумилин 80′ |        |
| Шахтёр: Мокин, Седельников (Джидич), Кукеев Жигер (Симчевич), Тарасов (Каньяс), Малый (Василевич), Борантаев (Парываев), Гриппа (Ли), Вичюс (Байжанов), Хижниченко (Тажимбетов), Семлер (Боровский, Кукеев Жамбыл), Вишняковс (Жангылышбай, Финонченко) Ротор: Пчелинцев (Малышев), Ионов (Хинчагов), Рябоконь (Васянович), Гузь (Олеников), Зинин (Меркулов), Алейник (Глушков), Тодорович (Фомин), Кабутов (Нечаев), Рылов (Арлашин), Ставпец (Шумилин), Аппаев (Хрущак, Коротаев) |        |                     |             |        |

| 23 января 2013 | Шахтёр       | 1:0                 | Динамо (Тбилиси) | Турция |
| | Вишняков 88′ | (отчёт 1) (отчёт 2) |                  |        |
| Шахтёр: Мокин, Симчевич, Василевич, Джидич, Парываев, Боровский (Кукеев Жамбыл 31), Вичюс (Тарасов 46), Каньяс (Байжанов 46), Ли (Жангылышбай 46, Семлер 85), Хижниченко (Тажимбетов 40), Финонченко (Вишняковс 65) Динамо (Тбилиси): Лориа (Заркуа 46), Гвелесиани (Твилдиани 46), Дзариа(Хизанеишвили 46), Кото (Радованов 46), Меребашвили (Рехвиашвили 46), Альваро (Квеквескири 46), Двали (Хмаладзе 46), Менди (Джигаури 46), Шиндагоридзе (Глишич 46), Маланиа (Хочолава 46), Шашиашвили (Татанашвили 46) |              |                     |                  |        |

| 24 января 2013 | Шахтёр | 0:0                 | Заря | Турция |
| |        | (отчёт 1) (отчёт 2) |      |        |
| Шахтёр: Мокин (Фомичев 46), Вичюс (Каньяс 46), Малый (Джидич 46), Тарасов (Байжанов 46), Седельников (Василевич 46), Гриппа (Жангылышбай 30, Ли 55), Боровский (Семлер 30, Кукеев Жамбыл 55), Кукеев Жигер (Симчевич 46), Борантаев (Парываев 46), Хижниченко (Тажимбетов 46), Вишняковс (Финонченко 46) Заря: Будаков (Козаченко, 45), Коротецкий (Парамонов, 60), Шунич, Олейник, Гордиенко, Грицай, Малышев (Манджгаладзе, 65), Каменюка, Любенович, Галюза, Идахор (Квасов, 60) |        |                     |      |        |

| 4 февраля 2013 | Шахтёр             | 1:2                 | Амкар                    | Анталья, Турция |
| 21:00 UTC+6 | Смирнов 60′ (авт.) | (отчёт 1) (отчёт 2) | Волков 28′ · Тюкалов 81′ |                 |
| Шахтёр: Шацкий (Фомичев 35, Ткачук 76), Порываев, Малый, Василевич, Симчевич, Семлер (Жангылышбай 60), Вичюс (Пикалкин 60), Тарасов (Каньяс 33), Тажимбетов (Вишняковс 55), Финонченко (Муртазаев 75), Ли (Лунин 46) Амкар: Герус (Селихов 46), Мияйлович (Идову 46), Попов (Черенчиков 46), Белоруков (Семенов 46), Боровский (Смирнов 46), Гаглоев (Нийхолт 46), Гришин (Мияйлович 46), Рябокобыленко (Коломейцев 46), Волков (Георгиев 46), Тюкалов (Пеев 46), Бурмистров (Тюкалов 46) |                    |                     |                          |                 |

| 6 февраля 2013 | Шахтёр        | 1:2                 | Ягеллония              | Турция |
| | Василевич 55′ | (отчёт 1) (отчёт 2) | Купиш 11′ · Плизга 77′ |        |
| Шахтёр: Фомичев (Шацкий 80), Парываев, Малый, Борантаев (Симчевич 46, Тарасов 65), Седельников (Василевич 46), Лунин (Финонченко 60), Жангылышбай (Боровский 38), Пикалкин (Вичюс 46), Каньяс, Муртазаев (Семлер 30, Ли 65), Вишняковс (Тажимбетов 46) Ягеллония: Словик, Норамбуэна (Гшиб 72), Паздан, Джвигала, Ганзел, Купиш, Бандровский (Франковский 46), Дани, Плизга, Кюн, Смолярек |               |                     |                        |        |

| 10 февраля 2013 | Шахтёр    | 1:1                 | Бунёдкор   | Турция |
| | Малый 44′ | (отчёт 1) (отчёт 2) | Тураев 33′ |        |
| Шахтёр: Мокин, Василевич, Симчевич, Парываев, Малый (Богунович 46, Седельников 80), Лунин, Каньяс (Вичюс 67), Байжанов (Тарасов 85), Кукеев (Ли 72), Тажимбетов (Хижниченко 60), Финонченко (Вишняковс 80) Бунёдкор: Тураев Акбар, Каримов, Гафуров, Филипосян, Шорахмедов, Зотеев, Хасанов, Тураев Лутфулла, Мусаев, Адрович, Таран |           |                     |            |        |

| 12 февраля 2013 | Шахтёр                            | 2:1                 | Лехия (Гданьск) | Турция |
| | Финонченко 7′ · Кукеев 18′ (пен.) | (отчёт 1) (отчёт 2) | Петровский 64′  |        |
| Шахтёр: Мокин (Ткачук 46), Василевич, Парываев, Симчевич, Малый (Булвитис 46), Кукеев (Тарасов 70), Каньяс (Вичюс 60), Байжанов (Рубайло 46), Лунин (Ли 46), Тажимбетов, Финонченко (Хижниченко 46) Лехия (Гданьск): Бухалик, Делеу, Яницкий, Биенюк (Зыска 75), Брожек, Рикардиньо (Кацпшицкий 60), Сурма, Петровский, Махай (Лазай 71), Бузала, Рахоуи (Вишневский 46) |                                   |                     |                 |        |

| 13 февраля 2013 | Шахтёр                         | 2:2     | Ильичёвец (мол.)       | Турция |
| | Седельников 50′ · Булвитис 57′ | (отчёт) | Мишнев 12′ · Лучик 35′ |        |
| Ильичёвец (мол.): Хоменко (Вершинин 31, Будюк 48), Резников, Терехов (Борисов 88), Махарадзе (Суходуб 46), Будченко (Лобжанидзе 65), Лучик, Приходько (Матвейченко 16, Губанов 61), Ушаков (Курдас 69), Харчинский (Тищенко 46), Мишнев, Коровиков (Блинов 79) |                                |         |                        |        |

| 14 февраля 2013 | Шахтёр               | 2:1                 | Рух (Хожув) | Турция |
| | Жангылышбай 78′, 87′ | (отчёт 1) (отчёт 2) |             |        |
| Шахтёр: Мокин, Симчевич, Василевич (Кович 30, Малый 60), Булвитис, Парываев, Хижниченко (Семлер 46), Байжанов (Вичюс 75), Каньяс (Тарасов 88), Ли (Жангылышбай 40), Финонченко (Козлов 90), Тажимбетов (Вишняковс 46) Рух (Хожув): Пешкович, Кикут, Бащиньский, Джокич, Кончковский (Хвастек 60), Тыминский (Малиновский 65), Левинский (Ставар 46), Женчук (Смектала 65), Старзынский (Кушфик 46), Яношка, Янковский (Панка 60) |                      |                     |             |        |

| 19 февраля 2013 | Шахтёр | 0:1                 | Горняк (Учалы) | Турция |
| |        | (отчёт 1) (отчёт 2) | Бобылев 41′    |        |
| Шахтёр: Ткачук (Фомичев 46), Булвитис, Борантаев, Седельников, Ли (Жангылышбай 46), Габышев, Боровский, Тарасов, Вишняковс (Хижниченко 46), Рубайло, Козлов (Муртазаев 46) Горняк (Учалы): Пьянченко, Крючихин, Шпедт, Бабенков, Цыганцов (Горячев 46), Тюнин, Диков (Шабалин 73), Зангареев (Чернецов 81), Бикчантаев (Гелоян 46), Суховерков (Павлов 75), Бобылев (Сипатов 61) |        |                     |                |        |

| 19 февраля 2013 | Шахтёр             | 1:2                 | Металлург (Донецк)                                         | Турция |
| | Тажимбетов 55′ 62' | (отчёт 1) (отчёт 2) | Мкртчян 21′ · Полевой 38' 82′ · Морозюк 63' · Эбесилио 72' |        |
| Шахтёр: Бандура, Морозюк, Барановский, Прийма, Полевой, Мкртчян, Макридис, Леонардо, Эбесилио, Димитров, Мораес Металлург (Донецк): Мокин, Симчевич, Малый (Тарасов 58), Парываев, Василевич, Кукеев, Байжанов (Вичюс 82), Лунин (Хижниченко 50), Каньяс, Финонченко (Семлер 75), Тажимбетов (Вишняковс 70) |                    |                     |                                                            |        |

## Суперкубок Казахстана
| 3 марта 2013 | Шахтёр                                                                        | 3:2 (доп. вр.) | Астана                                           | Астана                                                                      |
| 17:00 UTC+6 | Байжанов 55′ · Порываев 58′ 110' · Каньяс 65' · Малый 104' · Кукеев 118′ 118' | (отчёт)        | Кетевоама 63′ · Остапенко 90′ · Нусербаев 120+1' | Стадион: Астана Арена Зрителей: 11 200 Судья: Игорь Хисамутдинов (Павлодар) |
| Шахтёр: Мокин, Симчевич, Малый, Василевич, Порываев, Лунин, Каньяс, Байжанов, Кукеев (Семлер 119), Тажимбетов (Хижниченко 75), Финонченко (к) (Вичюс 80) Астана: Эрич, Нурдаулетов (к), Зелао, Бейсебеков, Дмитренко, Конысбаев (Кояшевич 58), Коробкин, Киров, Кетевоама (Цыгырлаш 81), Остапенко, Ивановски (Нусербаев 61) |                                                                               |                |                                                  |                                                                             |

## Чемпионат Казахстана 2013

### Первый этап

#### Турнирная таблица
| М  | Команда  | И  | В  | Н  | П  | Мячи    | ±   | О    | Примечания                                                       |
| -- | -------- | -- | -- | -- | -- | ------- | --- | ---- | ---------------------------------------------------------------- |
| 1  | Актобе   | 22 | 14 | 5  | 3  | 30 − 12 | +18 | 47   | Команды, продолжающие борьбу за чемпионство и места в еврокубках |
| 2  | Астана   | 22 | 12 | 5  | 5  | 35 − 24 | +11 | 41   | Команды, продолжающие борьбу за чемпионство и места в еврокубках |
| 3  | Шахтёр   | 22 | 10 | 5  | 7  | 31 − 23 | +8  | 35   | Команды, продолжающие борьбу за чемпионство и места в еврокубках |
| 4  | Иртыш    | 22 | 9  | 7  | 6  | 24 − 20 | +4  | 34   | Команды, продолжающие борьбу за чемпионство и места в еврокубках |
| 5  | Кайрат   | 22 | 7  | 10 | 5  | 28 − 24 | +4  | 31   | Команды, продолжающие борьбу за чемпионство и места в еврокубках |
| 6  | Ордабасы | 22 | 8  | 6  | 8  | 20 − 20 | 0   | 30   | Команды, продолжающие борьбу за чемпионство и места в еврокубках |
| 7  | Атырау   | 22 | 7  | 6  | 9  | 18 − 28 | −10 | 27   | Команды, продолжающие борьбу за сохранение места в Премьер-лиге  |
| 8  | Тобол    | 22 | 7  | 5  | 10 | 30 − 27 | +3  | 26   | Команды, продолжающие борьбу за сохранение места в Премьер-лиге  |
| 9  | Восток   | 22 | 5  | 8  | 9  | 12 − 24 | −12 | 23   | Команды, продолжающие борьбу за сохранение места в Премьер-лиге  |
| 10 | Жетысу   | 22 | 4  | 12 | 6  | 20 − 25 | −5  | 21*  | Команды, продолжающие борьбу за сохранение места в Премьер-лиге  |
| 11 | Тараз    | 22 | 4  | 6  | 12 | 19 − 29 | −10 | 18   | Команды, продолжающие борьбу за сохранение места в Премьер-лиге  |
| 12 | Акжайык  | 22 | 4  | 7  | 11 | 24 − 35 | −11 | 13** | Команды, продолжающие борьбу за сохранение места в Премьер-лиге  |

И — игры, В — выигрыши, Н — ничьи, П — проигрыши, Мячи — забитые и пропущенные голы, ± — разница голов, О — очки

* Футбольный клуб «Жетысу» лишён 3 очков за невыполнение решений Палаты по разрешению споров
** Футбольный клуб «Акжайык» лишён 6 очков за невыполнение решений Палаты по разрешению споров

#### Статистика выступлений в Премьер-лиге
| Итого | Итого | Итого | Итого | Итого | Итого | Итого | Итого | Дома | Дома | Дома | Дома | Дома | Дома | На выезде | На выезде | На выезде | На выезде | На выезде | На выезде |
| И     | О     | В     | Н     | П     | МЗ    | МП    | РМ    | В    | Н    | П    | МЗ   | МП   | РМ   | В         | Н         | П         | МЗ        | МП        | РМ        |
| ----- | ----- | ----- | ----- | ----- | ----- | ----- | ----- | ---- | ---- | ---- | ---- | ---- | ---- | --------- | --------- | --------- | --------- | --------- | --------- |
| 22    | 35    | 10    | 5     | 7     | 31    | 23    | +8    | 9    | 0    | 2    | 24   | 9    | +15  | 1         | 5         | 5         | 7         | 14        | −7        |

### Результаты по турам
| Тур   | 01 | 02 | 03 | 04 | 05 | 06 | 07 | 08 | 09 | 10 | 11 | 12 | 13 | 14 | 15 | 16 | 17 | 18 | 19 | 20 | 21 | 22 |
| ----- | -- | -- | -- | -- | -- | -- | -- | -- | -- | -- | -- | -- | -- | -- | -- | -- | -- | -- | -- | -- | -- | -- |
| Поле  | В  | В  | Д  | В  | Д  | В  | Д  | В  | Д  | В  | Д  | Д  | В  | Д  | В  | Д  | В  | Д  | В  | Д  | В  | Д  |
| Итог  | П  | П  | В  | Н  | П  | П  | В  | В  | В  | Н  | В  | П  | Н  | В  | П  | В  | П  | В  | Н  | В  | Н  | В  |
| Место | 11 | 12 | 8  | 8  | 10 | 10 | 9  | 5  | 3  | 4  | 3  | 3  | 3  | 3  | 4  | 3  | 3  | 3  | 4  | 3  | 3  | 3  |

Последнее обновление: 9 августа 2013.
Источник: Список матчей

Поле: Д = дома; В = на выезде. Итог: Н = ничья; П = команда проиграла; В = команда выиграла; О = матч отложен.

### Матчи

#### Первый круг
| 9 марта 2013 1 тур | Акжайык                                                                 | 3:0     | Шахтёр                      | Уральск                                                                  |
| 15:00 UTC+6 | Коструб 11' · Зенькович 20′, 35′ · Саджо 51' · Хлебоун 81' · Омаров 83′ | (отчёт) | Порываев 41' · Симчевич 78' | Стадион: Акжайык Зрителей: 4 000 Судья: Александр Гаузер (Петропавловск) |
| Акжайык: С. Покатилов, Хлебоун, Хаиров (к), Омаров, Воротников, Забродин (Мальцев 83), Зотов, Коструб, Саджо (Шевцов 87), Зенькович, Черны Шахтёр: Мокин, Василевич, Малый, Порываев (Хижниченко 80), Симчевич, Байжанов, Каньяс (Вичюс 80), Кукеев, Лунин, Финонченко (к), Тажимбетов |                                                                         |         |                             |                                                                          |

| 15 марта 2013 2 тур | Актобе                                                                           | 3:1     | Шахтёр                                                                            | Актобе                                                                       |
| 16:00 UTC+6 | Бикмаев 17' · Мирошниченко 18' 39' · Гейнрих 37′, 75′ 63' · Хайруллин 58′ (пен.) | (отчёт) | Каньяс 15′ · Малый 30' · Симчевич 41' · Финонченко 63' · Порываев 72' · Лунин 81' | Стадион: ОДЮШОР Зрителей: 3 000 Судья: Руслан Дузмамбетов (Усть-Каменогорск) |
| Актобе: Сидельников, Мулдаров, Бадло (к), Мирошниченко, Хайруллин (Землянухин 90), Арзуманян, Логвиненко, Ковальчук, Гейнрих (Гридин 90), Бикмаев, Кападзе (Харабара 82) Шахтёр: Мокин, Симчевич, Малый, Василевич, Порываев, Лунин, Каньяс, Байжанов, Кукеев (Вичюс 80), Тажимбетов, Финонченко (к) (Хижниченко 80) |                                                                                  |         |                                                                                   |                                                                              |

| 30 марта 2013 3 тур | Шахтёр                                   | 2:1     | Иртыш                        | Темиртау                                                                 |
| 15:00 UTC+6 | Ли 67' · Тажимбетов 80′ · Финонченко 81′ | (отчёт) | Струков 24′ · Мухутдинов 43' | Стадион: Металлург Зрителей: 5 000 Судья: Анатолий Вишниченко (Костанай) |
| Шахтёр: Мокин, Симчевич, Тарасов, Василевич, Порываев (Байжанов 46), Семлер (Кукеев 54), Каньяс, Вичюс (Тажимбетов 64), Ли, Хижниченко, Финонченко (к) Иртыш: Джоджо, Чичулин, Кулибали, Кучера, Халмуратов, Даулетханов (Аяганов 74), Кульчий (Говедарица 50), Мухутдинов (Иванов С. 60), Юрин, Струков, Бакаев (к) |                                          |         |                              |                                                                          |

| 6 апреля 2013 4 тур | Жетысу                                                       | 0:0     | Шахтёр                       | Талдыкорган                                                      |
| 16:00 UTC+6 | Аверченко 4' · Мельзиддинов 53' · Тотай 77' · Климавичюс 90' | (отчёт) | Байжанов 64' · Борантаев 73' | Стадион: Жетысу Зрителей: 4 000 Судья: Виктор Антонов (Павлодар) |
| Жетысу: Пасеченко, Коробов (к), Эргашев, Климавичус, Джалович, Аверченко, Скорых, Мельзиддинов, Тотай, Саломов (Юнузович 70), Щеткин Шахтёр: Ткачук, Габышев (Хижниченко 74), Симчевич, Василевич, Тарасов, Борантаев, Каньяс, Байжанов (Вичус 90), Кукеев (Семлер 90), Тажимбетов, Финонченко (к) |                                                              |         |                              |                                                                  |

| 14 апреля 2013 5 тур | Шахтёр                                                          | 1:3     | Астана                                                                                      | Темиртау                                                          |
| 16:00 UTC+6 | Байжанов 12' · Порываев 45+2' · Хижниченко 45+2′ · Симчевич 84' | (отчёт) | Нурдаулетов 7′ · Эрич 28' · Остапенко 44′ · Шахметов 58' · Коробкин 66′ 75' · Дмитренко 87' | Стадион: Металлург Зрителей: 3 000 Судья: Игорь Алешин (Павлодар) |
| Шахтёр: Мокин, Симчевич, Малый, Парываев, Василевич (к), Хижниченко, Каньяс, Байжанов, Кукеев (Финонченко 69), Жангылышбай, Вишняковс (Тажимбетов 68) Астана: Эрич, Бейсебеков, Зелао, Дмитренко, Киров, Конысбаев (Цыгырлаш 36), Шахметов, Нурдаулетов (Куат 90+3), Коробкин, Кетевоама (Ивановски 85), Остапенко |                                                                 |         |                                                                                             |                                                                   |

| 20 апреля 2013 6 тур | Атырау                                                  | 1:0     | Шахтёр                     | Атырау                                                            |
| 16:00 UTC+6 | Родионов 11' · Самченко 18' · Куцов 59' · Пахолюк 90+3′ | (отчёт) | Тажимбетов 11' · Малый 72' | Стадион: Мунайшы Зрителей: 4 500 Судья: Болат Карлибаев (Уральск) |
| Атырау: Бойченко, Чуреев, Туторич, Куцов, Самченко, Нурыбеков, Голич, Д. Родионов (Пахолюк 87), Миланкович, Антуан-Кюрье, Татишев (Пейкришвили 75) Шахтёр: Ткачук, Симчевич, Малый, Василевич, Тарасов, Порываев (Байжанов 82), Каньяс, Вичюс, Кукеев (Жангылышбай 90+), Финонченко, Тажимбетов (Вишняковс 90+) |                                                         |         |                            |                                                                   |

| 24 апреля 2013 7 тур | Шахтёр                                                                                     | 3:0     | Тараз                                                   | Темиртау                                                                |
| 17:30 UTC+6 | Тарасов 40′ 65' · Вичюс 48′ · Хижниченко 60' · Тажимбетов 78′ · Василевич 83' · Каньяс 86' | (отчёт) | Диакате 35' · Бауыржан 59' · Ахметов 81' · Заречный 88' | Стадион: Металлург Зрителей: 3 000 Судья: Игорь Хисамутдинов (Павлодар) |
| Шахтёр: Мокин, Симчевич, Тарасов, Василевич, Порываев, Кукеев, Байжанов (Каньяс 73), Вичюс, Хижниченко, Тажимбетов (Финонченко 83), Жангылышбай (Муртазаев 79) Тараз: Цветков, Мехмедович, Томич, Курто, Диакате, Эссомба (Одита 62), Бауыржан, Шабаев (Заречный 78), Айтбаев (Головской 62), Нестеренко, Ахметов |                                                                                            |         |                                                         |                                                                         |

| 28 апреля 2013 8 тур | Тобол                                                             | 1:2     | Шахтёр                                                                  | Затобольск                                                               |
| 17:00 UTC+6 | Кучма 20' · Кургулин 41' · Бугаёв 66' · Шливич 72' · Джолчиев 84′ | (отчёт) | Порываев 11' · Тарасов 19′ · Хижниченко 61′ · Муртазаев 78' · Вичюс 83' | Стадион: Затоболец Зрителей: 3 700 Судья: Сергей Гороховодацкий (Алматы) |
| Тобол: Петухов, Кучма, Шливич, Жумаскалиев, Бугаев, Волков, Салех (Куртиши 56), Кургулин, Куантаев (Красич 73), Джолчиев, Ешенкул Шахтёр: Мокин, Симчевич, Тарасов, Василевич, Порываев, Кукеев (Вишняковс 89), Байжанов, Каньяс, Вичюс, Хижниченко, Жангылышбай (Муртазаев 58) |                                                                   |         |                                                                         |                                                                          |

| 5 мая 2013 9 тур | Шахтёр                                                        | 2:1     | Кайрат                                                                                 | Темиртау                                                          |
| 17:30 UTC+6 | Василевич 23' · Финонченко 57′ · Хижниченко 67′ · Тарасов 72' | (отчёт) | Кислицын 23' · Кнежевич 26' · Сариев 35' · Шестаков 53' · Гурман 75' · Т. Байжанов 83′ | Стадион: Металлург Зрителей: 3 000 Судья: Асхат Абданбаев (Тараз) |
| Шахтёр: Мокин, Симчевич, Тарасов, Василевич, Малый, Лунин, М. Байжанов (Каньяс 79), Вичус, Хижниченко, Тажимбетов (Жангылышбай 90+3), Финонченко (Вишняковс 88) Кайрат: Рихард, Кислицын, Гурман, Михалик, Аддо (Кейлер 68), Гетериев, Кнежевич (Дафф 82), Шестаков, Сариев (Т. Байжанов 70), Недашковский, Сиссей |                                                               |         |                                                                                        |                                                                   |

| 11 мая 2013 10 тур | Ордабасы          | 0:0     | Шахтёр                    | Шымкент                                                                                 |
| 16:00 UTC+6 | Адырбеков 41' 59' | (отчёт) | Вичюс 44' · Василевич 86' | Стадион: имени Кажимукана Мунайтпасова Зрителей: 5 000 Судья: Виктор Антонов (Павлодар) |
| Ордабасы: Отарбаев, Мухтаров, Мвесигва, Адырбеков, Арури, Нургалиев (Бабатунде 74), Бейсенов, Карпович, Аширбеков (Абдулин 63), Кожабаев, Гуйе (Касьянов 89) Шахтёр: Мокин, Симчевич, Тарасов, Василевич, Порываев, Лунин, Каньяс, Вичюс, Кукеев, Тажимбетов, Финонченко |                   |         |                           |                                                                                         |

| 18 мая 2013 11 тур | Шахтёр                                               | 2:0     | Восток                     | Караганда                                                           |
| 17:30 UTC+6 | Тарасов 12′ · Василевич 44' · Каньяс 81′ · Вичюс 83' | (отчёт) | Сохна 43' · Нестеренко 85' | Стадион: Шахтёр Зрителей: 5 500 Судья: Денис Измайлов (Талдыкорган) |
| Шахтёр: Мокин, Симчевич, Тарасов, Василевич, Порываев, Каньяс, Вичюс, Байжанов (Вишняковс 73), Лунин (Муртазаев 80), Финонченко, Тажимбетов (Жангылышбай 85) Восток: Нестеренко, Нурлыбаев, Молтусинов, Раданфах, Мур (Соболев 56), Костюк, Сохна, Санчес, Удалов (Досмагамбетов 76), Уразбахтин, Ньянг (Алиев 46) |                                                      |         |                            |                                                                     |

#### Второй круг
| 22 мая 2013 12 тур | Шахтёр                                                                | 1:2     | Актобе                                           | Караганда                                                      |
| 18:30 UTC+6 | Джидич 23' · Тарасов 46' · Тажимбетов 65' · Каньяс 75' · Вишняков 80′ | (отчёт) | Гейнрих 2′ 43' 49′ · Примус 66' · Харабара 90+2' | Стадион: Шахтёр Зрителей: 5 000 Судья: Игорь Алёшин (Павлодар) |
| Шахтёр: Мокин, Симчевич, Тарасов, Джидич, Порываев. Лунин, Каньяс, Вичюс (Байжанов 80), Хижниченко Тажимбетов (Вишняковс 66), Финонченко Актобе: Сидельников, Мулдаров, Харабара, Мирошниченко, Примус, Арзуманян, Кенжисариев (Гридин 83), Логвиненко, Ковальчук (Бадло 46), Гейнрих (Лисенков 86), Кападзе |                                                                       |         |                                                  |                                                                |

| 26 мая 2013 13 тур | Иртыш                                  | 2:2     | Шахтёр                                       | Павлодар                                                           |
| 15:00 UTC+6 | Бакаев 26' · Аяганов 41′ · Шабалин 69′ | (отчёт) | Финонченко 3′ · Хижниченко 66′ · Тарасов 67' | Стадион: Центральный Зрителей: 5 000 Судья: Марат Искаков (Астана) |
| Иртыш: Котляр, Чернышов, Говедарица, Шабалин, Аяганов (Даулетханов 80), Иванов, Юрин, Кучера, Халмуратов, Шомко, Бакаев (Струков 66) Шахтёр: Мокин, Габышев, Тарасов, Джидич, Борантаев, Хижниченко, Каньяс, Байжанов, Жангылышбай (Муртазаев 61), Вишняковс (Тажимбетов 80), Финонченко (Семлер 69) |                                        |         |                                              |                                                                    |

| 30 мая 2013 14 тур | Шахтёр                             | 1:0     | Жетысу                                   | Караганда                                                        |
| 18:30 UTC+6 | Каньяс 30′ (пен.) · Финонченко 67' | (отчёт) | Коробов 30' · Климавичюс 67' · Перич 67' | Стадион: Шахтёр Зрителей: 5 000 Судья: Болат Карлибаев (Уральск) |
| Шахтёр: Мокин, Симчевич, Малый, Василевич, Порываев, Лунин (Жангылышбай 81), Каньяс, Вичюс (Джидич 90), Хижниченко, Тажимбетов (Вишняковс 62), Финонченко Жетысу: Цирин, Эсатов, Климавичус, Даутов (Яковлев 69), Сариев, Джалович, Коробов, Скорых, Юнузович, Мужиков (Щеткин 87), Перич |                                    |         |                                          |                                                                  |

| 14 июня 2013 15 тур | Астана                                                      | 1:0     | Шахтёр       | Астана                                                                      |
| 18:00 UTC+6 | Шахметов 21' · Кояшевич 56' · Цыгырлаш 59' · Ивановский 83′ | (отчёт) | Симчевич 49' | Стадион: Астана Арена Зрителей: 4 000 Судья: Анатолий Вишниченко (Костанай) |
| Астана: Эрич, Коробкин, Нурдаулетов, Конысбаев (Пасичник 85), Цыгырлаш (Куат 65), Бейсебеков, Кояшевич, Киров (Горячий 25), Шахметов, Зелао, Ивановски Шахтёр: Мокин, Симчевич, Джидич, Василевич, Порываев, Хижниченко, Каньяс, Байжанов (Тарасов 79), Жангылышбай (Лунин 67), Тажимбетов (Зенькович 59), Финонченко |                                                             |         |              |                                                                             |

| 23 июня 2013 16 тур | Шахтёр                                                                                   | 3:2     | Атырау                                                                 | Караганда                                                                |
| 17:30 UTC+6 | Джидич 8′ · Жангылышбай 30' · Тажимбетов 50′ · Зенькович 74′ · Вичюс 88' · Тарасов 90+1' | (отчёт) | Родионов 32' · Нурыбеков 55' 81′ · Чуреев 59′ · Иняц 64' · Абдулин 86' | Стадион: Шахтёр Зрителей: 4 000 Судья: Игорь Чесноков (Усть-Каменогорск) |
| Шахтёр: Мокин, Тарасов, Джидич, Василевич, Порываев, Финонченко (Хижниченко 77), Байжанов (Каньяс 65), Вичюс, Жангылышбай (Лунин 65), Тажимбетов, Зенькович Атырау: Плотников, Чуреев, Туторич, Абдулин, Самченко, Нурыбеков (А. Родионов 84), Миланкович, Д. Родионов (Пейкришвили 67), Стойчев (Данилюк 71), Щеткин, Иняц |                                                                                          |         |                                                                        |                                                                          |

| 29 июня 2013 17 тур | Тараз                                              | 2:1     | Шахтёр                      | Тараз                                                              |
| 18:00 UTC+6 | Д. Евстигнеев 24' 90+2' · Кожамберды 86′ 88' 90+4′ | (отчёт) | Лунин 76' · Василевич 90+3′ | Стадион: Центральный Зрителей: 3 800 Судья: Марат Искаков (Астана) |
| Тараз: Цветков, Шабаев, Нестеренко, Кучма, Воротников, Скорых, Д. Евстигнеев, Сергиенко, Бауржан (Кожамберды 75), Заречный (Лечич 90+1), Шафф (Одита 46) Шахтёр: Мокин, Симчевич, Малый, Василевич, Джидич, Порываев, Лунин, Каньяс, Байжанов (Финонченко 55), Хижниченко (Муртазаев 90), Зенькович (Тажимбетов 75) |                                                    |         |                             |                                                                    |

| 6 июля 2013 18 тур | Шахтёр                                                           | 2:0     | Тобол                       | Караганда                                                           |
| 18:30 UTC+6 | Муртазаев 38' · Каньяс 55′ · Зенькович 75′ (пен.) · Порываев 87' | (отчёт) | Жумаскалиев 33' · Тонев 75' | Стадион: Шахтёр Зрителей: 5 000 Судья: Денис Измайлов (Талдыкорган) |
| Шахтёр: Мокин, Габышев, Джидич, Василевич, Порываев, Дарабаев (Финонченко 23), Каньяс, Вичюс, Хижниченко (Байжанов 70), Муртазаев, Зенькович (Лунин 76) Тобол: Бекбаев, Богданов, Шливич, Жумаскалиев, Бугаев, Волков, Алумона, Кургулин (Куантаев 58), Байтана (Абишев 62), Красич, Тонев |                                                                  |         |                             |                                                                     |

| 13 июля 2013 19 тур | Кайрат                           | 1:1     | Шахтёр                                                        | Алматы                                                                     |
| 19:30 UTC+6 | Едигарян 70' · Кислицын 90′ 90+' | (отчёт) | Хижниченко 15′ · Боровский 40' · Финонченко 73' · Габышев 81' | Стадион: Центральный Зрителей: 7 500 Судья: Анатолий Вишниченко (Костанай) |
| Кайрат: Лория, Кислицын, Смаков, Михалик, Едигарян (Дафф 78), Кейлер, Еременко, Кукеев, Ли (Недашковский 71), Кнежевич (Землянухин 46), Сиссей Шахтёр: Покатилов, Симчевич, Тарасов, Малый, Джидич, Борантаев, Боровский (Габышев 80), Байжанов, Дарабаев, Финонченко (Жангылышбай 87), Хижниченко (Лунин 89) |                                  |         |                                                               |                                                                            |

| 19 июля 2013 20 тур | Шахтёр      | 3:0 (+:−) | Ордабасы                                                                     | Караганда                                                            |
| 18:00 UTC+6 | Габышев 90′ | (отчёт)   | Юнузович 3′ · Ирисметов 48' · Карпович 64' 71′ · Белич 86' · Арури 88′ 90+2' | Стадион: Шахтёр Зрителей: 6 000 Судья: Игорь Хисамутдинов (Павлодар) |
| Шахтёр: Покатилов, Габышев, Малый (Джидич 46), Тарасов, Борантаев, Байжанов, Боровский (Каньяс 70), Дарабаев, Газарян, Муртазаев, Жангылышбай (Зенькович 20) Ордабасы: Григоренко, Ирисметов (Арури 68), Мвесигва, Мухтаров, Нургалиев (Бейсенов 84), Карпович, Левин, Адырбеков, Пахолюк (Белич 61), Юнузович, Бабатунде |             |           |                                                                              |                                                                      |

| 27 июля 2013 21 тур | Восток                                    | 0:0     | Шахтёр                      | Усть-Каменогорск                                                |
| 18:00 UTC+6 | Джанузаков 52' · Ньянг 60' · Абу Бакр 69' | (отчёт) | Боровский 55' · Габышев 78' | Стадион: Восток Зрителей: 1 200 Судья: Александр Алиев (Алматы) |
| Восток: Байтеряков, Комарек, Абу Бакр, Мур (Ньянг 57), Костюк, Джанузаков, Санчес (к), Сохна, Алиев, Досмагамбетов, Суюмагамбетов (Соболев 59) Шахтёр: Покатилов, Абуов, Габышев, Тарасов (к), Малый, Борантаев, Боровский (Вичюс 56), Байжанов, Дарабаев, Муртазаев (Ахмеев 90+1), Зенькович (Хижниченко 46) |                                           |         |                             |                                                                 |

| 3 августа 2013 22 тур | Шахтёр                                           | 4:0     | Акжайык | Караганда                                                           |
| 17:30 UTC+6 | Муртазаев 43′, 88′ · Габышев 55′ · Зенькович 87′ | (отчёт) |         | Стадион: Шахтёр Зрителей: 4 000 Судья: Денис Измайлов (Талдыкорган) |
| Шахтёр: С. Покатилов, Абуов (Симчевич 43), Малый (Джидич 67), Габышев, Тарасов, Борантаев, Боровский, Байжанов, Дарабаев, Финонченко (Зенькович 57), Муртазаев Акжайык: Бучек, Омаров, Хлебоун, Любимкин, В. Покатилов, Коструб, Туркович (Забродин 78), Шевцов (Сапанов 68), Черны, Хаиров, Абдрахманов (Мальцев 70) |                                                  |         |         |                                                                     |

### Второй этап

#### Турнирная таблица
| М | Команда  | И  | В  | Н  | П  | Мячи    | ±   | О    | Примечания                   |
| - | -------- | -- | -- | -- | -- | ------- | --- | ---- | ---------------------------- |
| 1 | Актобе   | 32 | 20 | 6  | 6  | 46 − 22 | +24 | 43   | 2-й кв. раунд Лиги чемпионов |
| 2 | Астана   | 32 | 19 | 5  | 8  | 54 − 35 | +19 | 42   | 1-й кв. раунд Лиги Европы    |
| 3 | Кайрат   | 32 | 12 | 12 | 8  | 44 − 38 | +6  | 33   | 1-й кв. раунд Лиги Европы    |
| 4 | Шахтёр   | 32 | 12 | 7  | 13 | 43 − 45 | −2  | 26   | 1-й кв. раунд Лиги Европы*   |
| 5 | Ордабасы | 32 | 11 | 8  | 13 | 33 − 37 | −4  | 26   |                              |
| 6 | Иртыш    | 32 | 12 | 8  | 12 | 41 − 39 | +2  | 24** |                              |

И — игры, В — выигрыши, Н — ничьи, П — проигрыши, Мячи — забитые и пропущенные голы, ± — разница голов, О — очки

*  «Шахтёр» будет участвовать в квалификационном этапе Лиги Европы УЕФА 2014/2015 как обладатель Кубка Казахстана 2013
** Футбольный клуб «Иртыш» лишён 3 очков за невыполнение решений Палаты по разрешению споров

#### Статистика выступлений в Премьер-лиге
| Итого | Итого | Итого | Итого | Итого | Итого | Итого | Итого | Дома | Дома | Дома | Дома | Дома | Дома | На выезде | На выезде | На выезде | На выезде | На выезде | На выезде |
| И     | О     | В     | Н     | П     | МЗ    | МП    | РМ    | В    | Н    | П    | МЗ   | МП   | РМ   | В         | Н         | П         | МЗ        | МП        | РМ        |
| ----- | ----- | ----- | ----- | ----- | ----- | ----- | ----- | ---- | ---- | ---- | ---- | ---- | ---- | --------- | --------- | --------- | --------- | --------- | --------- |
| 10    | 8     | 2     | 2     | 6     | 12    | 22    | −10   | 1    | 1    | 3    | 6    | 8    | −2   | 1         | 1         | 3         | 6         | 14        | −8        |

### Результаты по турам
| Тур   | 01 | 02 | 03 | 04 | 05 | 06 | 07 | 08 | 09 | 10 | 11 | 12 | 13 | 14 | 15 | 16 | 17 | 18 | 19 | 20 | 21 | 22 | 23 | 24 | 25 | 26 | 27 | 28 | 29 | 30 | 31 | 32 |
| ----- | -- | -- | -- | -- | -- | -- | -- | -- | -- | -- | -- | -- | -- | -- | -- | -- | -- | -- | -- | -- | -- | -- | -- | -- | -- | -- | -- | -- | -- | -- | -- | -- |
| Поле  |    |    |    |    |    |    |    |    |    |    |    |    |    |    |    |    |    |    |    |    |    |    | В  | Д  | В  | Д  | В  | В  | Д  | В  | Д  | Д  |
| Итог  |    |    |    |    |    |    |    |    |    |    |    |    |    |    |    |    |    |    |    |    |    |    | В  | Н  | П  | П  | Н  | П  | В  | П  | П  | П  |
| Место |    |    |    |    |    |    |    |    |    |    |    |    |    |    |    |    |    |    |    |    |    |    | 3  | 3  | 3  | 3  | 4  | 4  | 4  | 5  | 4  | 4  |

Последнее обновление: 28 октября 2013.
Источник: Список матчей

Поле: Д = дома; В = на выезде. Итог: Н = ничья; П = команда проиграла; В = команда выиграла; О = матч отложен.

### Матчи

#### Третий круг
| 17 августа 2013 23 тур | Астана                      | 1:2     | Шахтёр                                                     | Астана                                                                      |
| 17:00 UTC+6 | Нусербаев 71′ · Твумаси 90' | (отчёт) | Боровский 23' · Муртазаев 50′ · Финонченко 75′ · Абуов 78' | Стадион: Астана Арена Зрителей: 3 000 Судья: Анатолий Вишниченко (Костанай) |
| Астана: Эрич, Нурдаулетов, Конысбаев (Кетевоама 46), Дмитренко, Остапенко (Тажимбетов 76), Игуманович, Бейсебеков, Нусербаев, Кояшевич (Твумаси 86), Шахметов, Зелао (к) Шахтёр: Покатилов, Абуов, Габышев, Джидич (к) (Малый 46), Тарасов, Борантаев, Боровский, Байжанов (Каньяс 67), Дарабаев, Муртазаев, Зенькович (Финонченко 54) |                             |         |                                                            |                                                                             |

| 24 августа 2013 24 тур | Шахтёр                     | 1:1     | Иртыш                                                         | Караганда                                                      |
| 17:00 UTC+6 | Дарабаев 13' · Тарасов 33′ | (отчёт) | Говедарица 7' 89' · Бегалин 37′ · Чернышов 68' · Суюмбаев 70' | Стадион: Шахтёр Зрителей: 6 500 Судья: Асхат Абданбаев (Тараз) |
| Шахтёр: Покатилов, Абуов, Габышев, Джидич (Малый 46), Тарасов, Борантаев, Боровский, Байжанов (Каньяс 72), Дарабаев, Муртазаев, Зенькович (Финонченко 57) Иртыш: Джоджо, Чернышов, Говедарица, Иванов (Аяганов 52), Аверченко, Юрин (Шомко 16), Суюмбаев, Бегалин (Шабалин 65), Чучман, Мухутдинов, Бакаев |                            |         |                                                               |                                                                |

| 1 сентября 2013 25 тур | Ордабасы                                          | 4:0     | Шахтёр                      | Шымкент                                                                                        |
| 17:00 UTC+6 | Арури 9′ · Нургалиев 17' 49′, 55′ · Аширбеков 80′ | (отчёт) | Порываев 21' · Байжанов 41' | Стадион: имени Кажимукана Мунайтпасова Зрителей: 3 500 Судья: Александр Гаузер (Петропавловск) |
| Ордабасы: Григоренко, Арури, Мвесигва, Адырбеков, Мухтаров, Карпович, Алиев, Нургалиев (Лопес 77), Сыдыкбек (Грек 69), Аширбеков (Пахолюк 83), Юнузович Шахтёр: Мокин, Габышев (Финонченко 46), Джидич(к), Василевич, Порываев, Муртазаев, Байжанов, Вичюс (Каньяс 52), Газарян, Хижниченко, Зенькович (Симчевич 53) |                                                   |         |                             |                                                                                                |

| 14 сентября 2013 26 тур | Шахтёр                   | 0:1     | Актобе                 | Караганда                                                            |
| 17:00 UTC+6 | Джидич 26' · Тарасов 76' | (отчёт) | Гридин 61′ · Бадло 63' | Стадион: Шахтёр Зрителей: 6 500 Судья: Акмалхан Холматов (Кызылорда) |
| Шахтёр: Мокин (Ткачук 46), Абуов, Малый, Джидич (Каньяс 46), Тарасов, Борантаев, Боровский (Погибелко 77), Байжанов, Дарабаев, Ахмеев, Зенькович Актобе: Сидельников, Харабара, Бадло, Давыдов (Тагыберген 65), Примус, Гридин, Арзуманян, Логвиненко (Шалекенов 88), Гейнрих, Кападзе (Лисенков 82), Аймбетов |                          |         |                        |                                                                      |

| 22 сентября 2013 27 тур | Кайрат                                                                 | 3:3     | Шахтёр                                                               | Алматы                                                                      |
| 18:00 UTC+6 | Сисей 33′ · Ли 36′ · Едигарян 56′ · Дафф 69' · Лория 72' · Михалик 87' | (отчёт) | Борантаев 16' · Финонченко 83′, 88′ · Байжанов 85' · Зенькович 90+3′ | Стадион: Центральный Зрителей: 11 000 Судья: Анатолий Вишниченко (Костанай) |
| Кайрат: Лория, Кислицын, Гурман, Михалик, Едигарян (Еременко 70), Шестаков, Гетериев, Кнежевич (Дафф 63), Кукеев, Ли, Сисей (Нехтий 78) Шахтёр: Покатилов, Симчевич, Тарасов (Газарян 46), Джидич, Порываев, Борантаев (Малый 46), Финонченко, Каньяс, Байжанов, Дарабаев, Зенькович |                                                                        |         |                                                                      |                                                                             |

#### Четвертый круг
| 29 сентября 2013 28 тур | Иртыш                                      | 2:1     | Шахтёр                       | Павлодар                                                                          |
| 17:00 UTC+6 | Чичулин 77′ · Бакаев 86' · Мурзоев 88′ 88' | (отчёт) | Борантаев 57' · Жолшорин 70′ | Стадион: Центральный Зрителей: 3 800 Судья: Руслан Дузмамбетов (Усть-Каменогорск) |
| Иртыш: Калмыков, Кулибали (Чичулин 55), Кучера, Чернышов, Суюмбаев, Иванов (Мурзоев 77) Аверченко, Юрин (Шабалин 71), Мухутдинов, Бакаев, Бегалин Шахтёр: Покатилов, Абуов, Габышев (Зверев 65), Порываев, Борантаев, Боровский, Дарабаев (Погибелко 79), Жолшорин, Ахмеев, Муртазаев (Нурмухаметов 74), Зенькович |                                            |         |                              |                                                                                   |

| 6 октября 2013 29 тур | Шахтёр                                               | 3:0     | Ордабасы                                                     | Караганда                                                      |
| 17:00 UTC+6 | Джидич 35′ · Зенькович 59′ · Малый 77' · Габышев 80′ | (отчёт) | Ирисметов 26' · Юнузович 38' · Адырбеков 55' · Нургалиев 71' | Стадион: Шахтёр Зрителей: 3 500 Судья: Асхат Абданбаев (Тараз) |
| Шахтёр: Покатилов, Симчевич (Габышев 72), Малый, Василевич, Джидич, Порываев, Дарабаев (Муртазаев 46), Каньяс, Байжанов, Хижниченко, Зенькович (Вичюс 70) Ордабасы: Григоренко, Ирисметов, Адырбеков, Бейсенов, Сабиров (Толебек 83), Карпович, Алиев, Сыдыкбек, Аширбеков (Мвесигва 67), Нургалиев (Белич 75), Юнузович |                                                      |         |                                                              |                                                                |

| 19 октября 2013 30 тур | Актобе                                                                                 | 4:0     | Шахтёр                                     | Актобе                                                                      |
| 17:00 UTC+6 | Хайруллин 13′ · Тагыберген 30' · Бадло 50′ · Лисенков 71' · Аймбетов 84′ · Кападзе 89′ | (отчёт) | Зенькович 47' · Зверев 55' · Габышев 90+3' | Стадион: Центральный Зрителей: 10 000 Судья: Сергей Гороховодацкий (Алматы) |
| Актобе: Нарзикулов, Бадло, Тагыберген (Шалекенов 62), Дяденко (Аймбетов 66), Кападзе, Хайруллин, Давыдов (Лисенков 67), Гейнрих, Мулдаров, Харабара, Арзуманян Шахтёр: Ткачук (Заруцкий 39), Абуов (Ахмеев 82), Габышев, Тарасов, Порываев (Зверев 46), Борантаев, Дарабаев, Боровский, Жолшорин, Муртазаев, Зенькович |                                                                                        |         |                                            |                                                                             |

| 27 октября 2013 31 тур | Шахтёр                           | 1:2     | Кайрат                                                      | Караганда                                                                    |
| 15:00 UTC+6 | Зенькович 25′ (пен.) · Малый 46' | (отчёт) | Кнежевич 19′, 73′ · Сисей 25' · Едигарян 43' · Шестаков 72' | Стадион: Шахтёр Зрителей: 3 500 Судья: Руслан Дузмамбетов (Усть-Каменогорск) |
| Шахтёр: Ткачук, Борантаев, Габышев (Боровский 90+2), Василевич (Малый 46), Тарасов (к), Порываев, Дарабаев, Вичюс (Симчевич 46), Байжанов, Муртазаев, Зенькович Кайрат: Рихард, Шестаков, Гурман, Кислицын (к), Аддо, Едигарян (Дафф 88), Кукеев (Ли 64), Кнежевич, Оразаев (Нехтий 82), Еременко, Сисей |                                  |         |                                                             |                                                                              |

| 2 ноября 2013 32 тур | Шахтёр                                   | 1:4     | Астана                                                                             | Караганда                                                        |
| 15:00 UTC+6 | Боровский 13′ · Дарабаев 42' · Лунин 43' | (отчёт) | Сисеру 15′ · Зелао 33' · Горячий 41' · Нусербаев 49′ · Твумаси 62′ · Конысбаев 66′ | Стадион: Шахтёр Зрителей: 1 600 Судья: Виктор Антонов (Павлодар) |
| Шахтёр: Покатилов (Ткачук 65), Абуов, Малый, Тарасов (к), Борантаев, Боровский, Байжанов, Каньяс (Симчевич 46), Дарабаев, Лунин (Зенькович 52), Хижниченко Астана: Эрич, Ахметов, Дмитренко, Зелао, Бейсебеков, Горячий (Конысбаев 61), Кетевоама, Шахметов, Нусербаев, Твумаси (Кояшевич 80), Сисеро (Остапенко 71) |                                          |         |                                                                                    |                                                                  |

## Кубок Казахстана 2013
«Шахтёр» начнёт выступления в Кубке Казахстана с первого этапа. Жеребьёвка матчей первого этапа прошла 30 августа. Согласно её результатам, «Шахтёр» сыграл с футбольным клубом «БИИК» на выезде.

### Матчи
| 10 апреля 2013 Первый этап | БИИК                                                            | 2:3     | Шахтёр                                                      | Шымкент                                                    |
| 16:00 UTC+6 | Махамбетов 54′ 55' · Пернебаев 58′ · Исмаилов 60' · Шарипов 72' | (отчёт) | Жангылышбай 61′ · Малый 70' · Муртазаев 83′ · Тарасов 90+4′ | Стадион: БИИК Зрителей: 300 Судья: Асхат Абданбаев (Тараз) |
| БИИК: Влад. Фомичев, Примжанов, Султанбек, Жанузак, Жанадилов, Ахимбеков (Калдыбай 85), Шарипов, Пернебаев, Исмаилов (Зулфакиров 73), Жакудаев (Тореханов 46), Маханбетов Шахтёр: Ткачук, Габышев, Малый, Седельников, Борантаев, Боровский (Ли 73), Вичюс, Тарасов, Жангылышбай, Семлер (Муртазаев 58), Хижниченко |                                                                 |         |                                                             |                                                            |

| 2 мая 2013 1/8 финала | Шахтёр                                                                           | 2:1     | Кайрат                                                | Темиртау                                                          |
| 17:30 UTC+6 | Симчевич 13′ · Финонченко 40′ · Василевич 45+' · Хижниченко 77' · Тажимбетов 87' | (отчёт) | Дафф 54' · Шестаков 60' · Кислицын 74′ · Михалик 90+' | Стадион: Металлург Зрителей: 1 500 Судья: Денис Тевяшов (Уральск) |
| Шахтёр: Мокин, Симчевич, Тарасов, Василевич, Порываев, Лунин, Каньяс (М. Байжанов 80), Вичюс, Хижниченко (Габышев 90+2), Тажимбетов (Вишняковс 88), Финонченко (к) Кайрат: Рихард, Гурман (Сахалбаев 46), Кислицын (к), Михалик, Аддо (Недашковский 69), Гетериев, Шестаков, Кнежевич, Калинин (Кейлер 46), Дафф, Сиссей |                                                                                  |         |                                                       |                                                                   |

| 19 июня 2013 1/4 финала | Астана                                                       | 1:2     | Шахтёр                                                                   | Астана                                                                      |
| 19:00 UTC+6 | Цыгырлаш 38' · Кояшевич 65' · Ивановский 67′ · Дмитренко 87' | (отчёт) | Зенькович 7' 12′ (пен.) · Симчевич 52' · Каньяс 56' · Тажимбетов 80' 85′ | Стадион: Астана Арена Зрителей: 7 500 Судья: Сергей Гороховодацкий (Алматы) |
| Астана: Логиновский, Пикалкин, Пасечник, Дмитренко, Горячий, Куат, Цыгырлаш, Шахметов (Нусербаев 87), Коробкин (Нурдаулетов 46), Ивановски, Конысбаев (Кояшевич 46) Шахтёр: Мокин, Симчевич, Джидич, Малый, Порываев, Лунин (Жангылышбай 67), Каньяс, Вичюс, Хижниченко (Финонченко 79), Тажимбетов, Зенькович (Байжанов 88) |                                                              |         |                                                                          |                                                                             |

| 25 сентября 2013 1/2 финала Первый матч | Иртыш                                    | 1:0     | Шахтёр                                | Павлодар                                                                     |
| 19:00 UTC+6 | Шомко 45' · Суюмбаев 51' · Шабалин 90+3′ | (отчёт) | Джидич 35' · Газарян 45' · Каньяс 66' | Стадион: Центральный Зрителей: 3 500 Судья: Александр Гаузер (Петропавловск) |
| Иртыш: Калмыков, Кулибали, Кучера, Чучман, Суюмбаев, Шомко (Шабалин 89), Иванов (Чичулин 90+2), Говедарица, Юрин, Струков (Бакаев 60), Бегалин Шахтёр: Мокин, Симчевич, Тарасов (Порываев 71), Джидич, Малый, Байжанов, Каньяс, Вичюс (Зенькович 52), Газарян, Муртазаев, Финонченко |                                          |         |                                       |                                                                              |

| 30 октября 2013 1/2 финала Ответный матч | Шахтёр                                        | 2:0     | Иртыш      | Караганда                                                             |
| 17:00 UTC+6 | Финонченко 38′ · Василевич 55' · Симчевич 84′ | (отчёт) | Чучман 55' | Стадион: Шахтёр Зрителей: 9 000 Судья: Сергей Гороховодацкий (Алматы) |
| Шахтёр: Мокин, Симчевич, Малый, Василевич, Порываев, Муртазаев (Жолшорин 90+2), Байжанов (Тарасов 90), Вичюс, Газарян, Финонченко (Дарабаев 90+3), Зенькович Иртыш: Котляр, Кожабаев, Чернышов, Чучман, Суюмбаев (Говедарица 74), Юрин (Чичулин 56), Шомко, Иванов, Мухутдинов, Шабалин, Бакаев |                                               |         |            |                                                                       |

| 10 ноября 2013 Финал | Тараз                        | 0:1     | Шахтёр                                       | Астана                                                                |
| 16:30 UTC+6 | Бауыржан 61' · Естигнеев 61' | (отчёт) | Джидич 10' · Хижниченко 53′ · Финонченко 61' | Стадион: Астана Арена Зрителей: 24 500 Судья: Игорь Алёшин (Павлодар) |
| Тараз: Нурмухаметов, Евстигнеев Д., Мехмедович, Евстигнеев В., Скорых, Сергиенко, Диакате, Кожамберды (Одита 87), Шабаев (Шафф 83), Лечич, Бауыржан (Амирханов 70) Шахтёр: Мокин, Симчевич, Малый, Василевич, Джидич, Порываев, Лунин, Каньяс, Вичюс (Байжанов 89), Финонченко, Хижниченко (Газарян 90) |                              |         |                                              |                                                                       |

## Лига Чемпионов 2013/14

### Квалификация
«Шахтёр» начнёт свою еврокубковую кампанию со второго квалификационного раунда. Первая жеребьёвка состоится 24 июня 2013 года
| 16 июля 2013 2-й кв. раунд Первый матч | БАТЭ                           | 0:1     | Шахтёр                                                        | Борисов                                              |
| 22:00 UTC+6 | М. Володько 62' · Родионов 88' | (отчёт) | Симчевич 46' · Хижниченко 48′ · Финонченко 75' · Порываев 78' | Стадион: Городской Зрителей: 5 207 Судья: Джон Битон |
| БАТЭ: Горбунов, Гайдучек, Юревич (к), Филипенко, Поляков, Алексиевич (Кривец 60), Глеб (М. Володько 46), Павлов, Сиваков, Нехайчик (Концевой 76), Родионов Шахтёр: Мокин, Василевич, Порываев, Джидич, Малый (Тарасов 76), Симчевич, Вичюс, Каньяс, Финонченко (к), Зенькович (Муртазаев 74), Хижниченко (Габышев 90) |                                |         |                                                               |                                                      |

| 23 июля 2013 2-й кв. раунд Ответный матч | Шахтёр                                                                                        | 1:0     | БАТЭ                          | Караганда                                               |
| 19:30 UTC+6 | Порываев 30' · Джидич 54' · Мокин 67' · Каньяс 68' · Малый 68' · Симчевич 77' · Зенькович 82′ | (отчёт) | Лихтарович 23' · Родионов 68' | Стадион: Шахтёр Зрителей: 18 800 Судья: Штефан Клосснер |
| Шахтёр: Мокин, Василевич, Порываев, Джидич, Малый, Симчевич, Вичюс, Газарян (Зенькович 70), Каньяс (Байжанов 90), Финонченко (к) (Габышев 87), Хижниченко БАТЭ: Горбунов, Радьков, Бордачев (Юревич 81), Филипенко, Поляков, Лихтарович (к) (Павлов 53), А. Володько, Алексиевич, Кривец, Глеб (Концевой 75), Родионов |                                                                                               |         |                               |                                                         |

| 30 июля 2013 3-й кв. раунд Первый матч | Шахтёр                                                      | 3:0     | Скендербеу | Астана                                                         |
| 19:00 UTC+6 | Джидич 8′ · Финонченко 23' · Муртазаев 79′ · Хижниченко 90′ | (отчёт) |            | Стадион: Астана Арена Зрителей: 21 800 Судья: Алексей Николаев |
| Шахтёр: Мокин, Васильевич, Порываев, Джидич, Симчевич, Вичюс, Газарян, Каньяс (Байжанов 90+1), Финонченко (к) (Дарабаев 86), Зенькович (Муртазаев 73), Хижниченко Скендербеу: Шехи, Врапи, Адемир, Радаш, Гвозденович (Димо 79), Орелеси, Томич (Абази 72), Сефа, Лиляй, Шкемби (к), Пеич (Нимага 46) |                                                             |         |            |                                                                |

| 7 августа 2013 3-й кв. раунд Ответный матч | Скендербеу                                              | 3:2     | Шахтёр                                                                   | Тирана                                                    |
| 00:00 UTC+6 | Томич 9′ 59' · Шкемби 20′ (пен.) 29′ (пен.) · Пейич 54' | (отчёт) | Василевич 20' · Малый 28' · Хижниченко 38′ · Джидич 45+2' · Байжанов 67′ | Стадион: Кемаль Стафа Зрителей: 2 500 Судья: Иван Кружляк |
| Скендербеу: Шехи, Арапи, Орелеси, Морина (Еюпи 64), Шкемби (к), Адемир (Фагу 85), Пейич, Томич (Абази 61), Радаш, Гвозденович, Лиляй Шахтёр: Мокин, Симчевич, Малый (Байжанов 46), Василевич, Джидич, Порываев (Тарасов 61), Финонченко (к), Каньяс, Вичюс, Газарян, Хижниченко, (Зенькович 73) |                                                         |         |                                                                          |                                                           |

| 20 августа 2013 Раунд плей-офф Первый матч | Шахтёр                          | 2:0     | Селтик       | Астана                                                       |
| 21:00 UTC+6 | Финонченко 12′ · Хижниченко 77′ | (отчёт) | Муйоколо 45' | Стадион: Астана Арена Зрителей: 29 950 Судья: Павел Краловец |
| Шахтёр: Мокин, Василевич, Порываев, Джидич, Малый, Симчевич, Вичюс, Газарян, Каньяс, Финонченко (к) (Зенькович 82), Хижниченко Селтик: Форстер, Исагирре (Балде 82), ван Дейк, Малгрю, Муйоколо, Лустиг (Мэтьюз 67), Браун (к), Коммонс, Лэдли, Самарас, Форрест |                                 |         |              |                                                              |

| 29 августа 2013 Раунд плей-офф Ответный матч | Селтик                                                                | 3:0     | Шахтёр                                                | Глазго                                                  |
| 00:45 UTC+6 | Коммонс 45+1′ · Самарас 48′ · Ледли 67' · Форрест 90+2′ · Браун 90+3' | (отчёт) | Симчевич 18' · Каньяс 36' · Вичюс 40' · Зенькович 85' | Стадион: Селтик Парк Зрителей: 50 063 Судья: Свейн Моэн |
| Селтик: Форстер, Мэтьюз, Эмброуз, Малгрю, Лустиг, Браун (к), Коммонс (Бурригтер 79), Лэдли, Самарас, Стоукс, Форрест (ван Дейк 90+4) Шахтёр: Мокин, Василевич, Порываев, Джидич, Малый, Симчевич, Вичюс, Газарян, Каньяс, Финонченко (к) (Зенькович 83), Хижниченко |                                                                       |         |                                                       |                                                         |

## Лига Европы 2013/14

### Групповая стадия

#### Турнирная таблица
| # | Клуб            | И | В | Н | П | М    | ±  | Очки |
| - | --------------- | - | - | - | - | ---- | -- | ---- |
| 1 | АЗ              | 6 | 3 | 3 | 0 | 8-4  | +4 | 12   |
| 2 | ПАОК            | 6 | 3 | 3 | 0 | 10-6 | +4 | 12   |
| 3 | Маккаби (Хайфа) | 6 | 1 | 2 | 3 | 6-9  | -3 | 5    |
| 4 | Шахтёр          | 6 | 0 | 2 | 4 | 5-10 | -5 | 2    |

#### Матчи
| 20 сентября 2013 1 тур | ПАОК                                       | 2:1     | Шахтёр                                                           | Салоники                                         |
| 01:05 UTC+6 | Циолис 65' · Атанасиадис 75′ · Вукич 90+2′ | (отчёт) | Порываев 37' 87' · Каньяс 50′ (пен.) · Газарян 52' · Тарасов 79' | Стадион: Тумба Зрителей: 255 Судья: Фреди Фотрел |
| ПАОК: Хакобо, Цавеллас (Лино 65), Мигель Витор, Циолис, Стох, Лазар (Салпингидис 58), Кацуранис (к), Кициу, Нинис (Вукич 85), Лукас, Атанасиадис Шахтёр: Мокин, Порываев, Тарасов, Джидич, Малый, Симчевич, Вичюс, Каньяс, Газарян, Финонченко (к) (Байжанов 81), Хижниченко (Зенькович 88) |                                            |         |                                                                  |                                                  |

| 3 октября 2013 2 тур | Шахтёр                                                 | 2:2     | Маккаби (Хайфа)          | Астана                                                   |
| 22:00 UTC+6 | Финонченко 40′ · Тарасов 45′ · Каньяс 50' · Джидич 64' | (отчёт) | Эзра 54′ · Турджеман 79′ | Стадион: Астана Арена Зрителей: 19 100 Судья: Иштван Вод |
| Шахтёр: Мокин, Васильевич, Тарасов (Байжанов 66), Джидич, Малый, Симчевич, Вичюс, Газарян (Муртазаев 90+3), Каньяс, Финонченко (Дарабаев 81), Хижниченко Маккаби (Хайфа): Шаранов, Тватха, Габай, Пилявский, Райо, Голаса, Цоцалич, Ядин, Ндлову (Турджеман 46), Райян (Эзра 46), Абухазира (Веред 77) |                                                        |         |                          |                                                          |

| 24 октября 2013 3 тур | Шахтёр                                          | 1:1     | АЗ                              | Астана                                                           |
| 22:00 UTC+6 | Финонченко 11′ · Порываев 45+1' · Василевич 59' | (отчёт) | Гудмундссон 26′ · Альварадо 59' | Стадион: Астана Арена Зрителей: 10 500 Судья: Евгений Арановский |
| Шахтёр: Мокин, Васильевич, Порываев, Джидич, Малый (Тарасов 76), Симчевич, Вичюс, Газарян, Каньяс (Байжанов 89), Финонченко, Хижниченко (Зенькович 86) АЗ: Альварадо, Юханссон, Виргевер, Гаувелеув, Вейтенс, Гудель, Мартенс, Ортис, Гудмундссон, Йоханссон, Бееренс |                                                 |         |                                 |                                                                  |

| 8 ноября 2013 4 тур | АЗ        | 1:0     | Шахтёр        | Алкмар                                              |
| 02:05 UTC+6 | Ортис 26′ | (отчёт) | Борантаев 59' | Стадион: АФАС Зрителей: 9 778 Судья: Мартин Ханссон |
| АЗ: Альварадо, Юханссон, Виргевер, Гаувелеув, Вейтенс, Гудель, Мартенс, Ортис, Гудмундссон (Хенриксен 83), Йоханссон (Авдич 46), Бееренс Шахтёр: Покатилов, Васильевич, Борантаев, Тарасов, Малый, Симчевич, Байжанов, Дарабаев, Газарян, Каньяс, Зенькович (Муртазаев 72) |           |         |               |                                                     |

| 28 ноября 2013 5 тур | Шахтёр                    | 0:2     | ПАОК                                        | Астана                                                     |
| 21:00 UTC+6 | Каньяс 25' · Порываев 41' | (отчёт) | Джидич 54′ (авт.) · Лазэр 71' · Кициу 90+2′ | Стадион: Астана Арена Зрителей: 7 556 Судья: Серж Гюмьенни |
| Шахтёр: Мокин, Порываев (Байжанов 83), Тарасов, Джидич, Малый, Симчевич, Вичюс, Газарян (Лунин 66), Каньяс, Финонченко, Хижниченко (Зенькович 76) ПАОК: Гликос, Цавеллас, Лино, Циолис, Стох (Вукич 78), Лазэр, Кацуранис, Кициу, Нинис (Салпингидис 83), Лукас (Нецид 90), Атанасиадис |                           |         |                                             |                                                            |

| 13 декабря 2013 6 тур | Маккаби (Хайфа)                                        | 2:1     | Шахтёр            | Хайфа                                                            |
| 02:05 UTC+6 | Абукрат 43' · Шейманн 49' · Гозлан 72′ · Абухазира 80′ | (отчёт) | Каньяс 50′ (пен.) | Стадион: Кирьят-Элиэзер Зрителей: 2 100 Судья: Гедиминас Мажейка |
| Маккаби (Хайфа): Эдри, Шейманн, Тватха (Райо 60), Габай, Пилявский, Абукрат, Цоцалич, Азулай (Тургеман 53), Веред, Райян (Абухазира 71), Гозлан Шахтёр: Покатилов, Порываев, Тарасов (Каньяс 39), Джидич, Малый, Симчевич, Вичюс, Байжанов, Газарян (Лунин 83), Финонченко, Хижниченко (Зенькович 84) |                                                        |         |                   |                                                                  |

## Статистика

### Матчи и голы
| №  | Поз. | Имя                   | Премьер-лига | Премьер-лига | Кубок | Кубок | Еврокубки | Еврокубки | Суперкубок | Суперкубок | Итого | Итого |
| №  | Поз. | Имя                   | Игры         | Голы         | Игры  | Голы  | Игры      | Голы      | Игры       | Голы       | Игры  | Голы  |
| -- | ---- | --------------------- | ------------ | ------------ | ----- | ----- | --------- | --------- | ---------- | ---------- | ----- | ----- |
| 1  | Вр   | Стас Покатилов        | 10           | −11          | 0     | 0     | 2         | −3        | 0          | 0          | 12    | −14   |
| 3  | ПЗ   | Гедиминас Вичюс       | 18           | 1            | 6     | 0     | 11        | 0         | 1          | 0          | 36    | 1     |
| 4  | Защ  | Никола Василевич      | 19           | 1            | 3     | 0     | 9         | 0         | 1          | 0          | 32    | 1     |
| 5  | ПЗ   | Асхат Борантаев       | 14           | 0            | 1     | 0     | 1         | 0         | 0          | 0          | 16    | 0     |
| 7  | ПЗ   | Максат Байжанов       | 28           | 0            | 5     | 0     | 9         | 1         | 1          | 1          | 43    | 2     |
| 8  | ПЗ   | Борут Семлер          | 3            | 0            | 1     | 0     | 0         | 0         | 1          | 0          | 5     | 0     |
| 9  | Нап  | Виталий Ли            | 1            | 0            | 1     | 0     | 0         | 0         | 0          | 0          | 2     | 0     |
| 10 | ПЗ   | Жамбыл Кукеев         | 9            | 0            | 0     | 0     | 0         | 0         | 1          | 1          | 10    | 1     |
| 11 | Нап  | Токтар Жангылышбай    | 12           | 0            | 2     | 1     | 0         | 0         | 0          | 0          | 14    | 1     |
| 13 | ПЗ   | Вадим Боровский       | 11           | 1            | 1     | 0     | 0         | 0         | 0          | 0          | 12    | 1     |
| 14 | Нап  | Андрей Финонченко (к) | 23           | 6            | 5     | 2     | 11        | 3         | 1          | 0          | 40    | 11    |
| 15 | Нап  | Эдуард Вишняков       | 8            | 1            | 1     | 0     | 0         | 0         | 0          | 0          | 9     | 1     |
| 16 | Вр   | Марлен Имагамбетов    | 0            | 0            | 0     | 0     | 0         | 0         | 0          | 0          | 0     | 0     |
| 17 | Защ  | Андрей Порываев       | 21           | 0            | 5     | 0     | 10        | 0         | 1          | 1          | 37    | 1     |
| 18 | Нап  | Дауренбек Тажимбетов  | 16           | 3            | 2     | 1     | 0         | 0         | 1          | 0          | 19    | 4     |
| 19 | Защ  | Евгений Тарасов       | 23           | 4            | 4     | 1     | 8         | 1         | 0          | 0          | 35    | 6     |
| 20 | Защ  | Алдин Джидич          | 16           | 2            | 3     | 0     | 11        | 1         | 0          | 0          | 30    | 3     |
| 21 | Защ  | Владимир Седельников  | 0            | 0            | 1     | 0     | 0         | 0         | 0          | 0          | 1     | 0     |
| 22 | Защ  | Михаил Габышев        | 14           | 2            | 2     | 0     | 2         | 0         | 0          | 0          | 18    | 2     |
| 23 | Вр   | Валерий Фомичёв       | 0            | 0            | 0     | 0     | 0         | 0         | 0          | 0          | 0     | 0     |
| 24 | ПЗ   | Аслан Дарабаев        | 14           | 0            | 1     | 0     | 3         | 0         | 0          | 0          | 18    | 0     |
| 25 | Защ  | Сергей Малый          | 18           | 0            | 5     | 0     | 11        | 0         | 1          | 0          | 35    | 0     |
| 27 | Защ  | Бакыт Абуов           | 8            | 0            | 0     | 0     | 0         | 0         | 0          | 0          | 8     | 0     |
| 28 | Защ  | Геворг Газарян        | 3            | 0            | 3     | 0     | 11        | 0         | 0          | 0          | 17    | 0     |
| 29 | Нап  | Хамид Нурмухаметов    | 1            | 0            | 0     | 0     | 0         | 0         | 0          | 0          | 1     | 0     |
| 30 | Вр   | Александр Заруцкий    | 1            | −3           | 0     | 0     | 0         | 0         | 0          | 0          | 1     | −3    |
| 31 | Вр   | Сергей Ткачук         | 6            | −6           | 1     | −2    | 0         | 0         | 0          | 0          | 7     | −8    |
| 32 | ПЗ   | Нурсултан Жусупов     | 0            | 0            | 0     | 0     | 0         | 0         | 0          | 0          | 0     | 0     |
| 33 | ПЗ   | Ахат Жолшорин         | 2            | 1            | 1     | 0     | 0         | 0         | 0          | 0          | 3     | 1     |
| 34 | Защ  | Илья Погибелко        | 2            | 0            | 0     | 0     | 0         | 0         | 0          | 0          | 2     | 0     |
| 35 | Вр   | Александр Мокин       | 18           | −25          | 5     | −3    | 10        | −13       | 1          | −2         | 34    | −43   |
| 37 | Защ  | Александр Земцов      | 0            | 0            | 0     | 0     | 0         | 0         | 0          | 0          | 0     | 0     |
| 38 | Защ  | Александр Нуйкин      | 0            | 0            | 0     | 0     | 0         | 0         | 0          | 0          | 0     | 0     |
| 39 | Защ  | Александр Матышев     | 0            | 0            | 0     | 0     | 0         | 0         | 0          | 0          | 0     | 0     |
| 40 | Нап  | Евгений Воробьев      | 0            | 0            | 0     | 0     | 0         | 0         | 0          | 0          | 0     | 0     |
| 41 | ПЗ   | Антон Оленич          | 0            | 0            | 0     | 0     | 0         | 0         | 0          | 0          | 0     | 0     |
| 42 | Защ  | Дмитрий Зверев        | 2            | 0            | 0     | 0     | 0         | 0         | 0          | 0          | 2     | 0     |
| 44 | ПЗ   | Куаныш Ермеков        | 0            | 0            | 0     | 0     | 0         | 0         | 0          | 0          | 0     | 0     |
| 45 | ПЗ   | Роман Муртазаев       | 16           | 3            | 3     | 1     | 4         | 1         | 0          | 0          | 23    | 5     |
| 46 | ПЗ   | Тимур Жакупов         | 0            | 0            | 0     | 0     | 0         | 0         | 0          | 0          | 0     | 0     |
| 47 | ПЗ   | Асланбек Аршкенов     | 0            | 0            | 0     | 0     | 0         | 0         | 0          | 0          | 0     | 0     |
| 48 | ПЗ   | Акжол Аманжолов       | 0            | 0            | 0     | 0     | 0         | 0         | 0          | 0          | 0     | 0     |
| 49 | Защ  | Юрий Кустов           | 0            | 0            | 0     | 0     | 0         | 0         | 0          | 0          | 0     | 0     |
| 50 | Защ  | Александр Гончаров    | 0            | 0            | 0     | 0     | 0         | 0         | 0          | 0          | 0     | 0     |
| 51 | Защ  | Айбар Кожанов         | 0            | 0            | 0     | 0     | 0         | 0         | 0          | 0          | 0     | 0     |
| 52 | ПЗ   | Владислав Ахмеев      | 4            | 0            | 0     | 0     | 0         | 0         | 0          | 0          | 4     | 0     |
| 53 | Нап  | Алибек Нурмагамбетов  | 0            | 0            | 0     | 0     | 0         | 0         | 0          | 0          | 0     | 0     |
| 55 | Вр   | Кирилл Высоцкий       | 0            | 0            | 0     | 0     | 0         | 0         | 0          | 0          | 0     | 0     |
| 61 | Защ  | Марат Ракишев         | 0            | 0            | 0     | 0     | 0         | 0         | 0          | 0          | 0     | 0     |
| 62 | Нап  | Тимур Рымбаев         | 0            | 0            | 0     | 0     | 0         | 0         | 0          | 0          | 0     | 0     |
| 63 | Нап  | Заир Эмзаев           | 0            | 0            | 0     | 0     | 0         | 0         | 0          | 0          | 0     | 0     |
| 77 | Нап  | Станислав Лунин       | 13           | 0            | 3     | 0     | 2         | 0         | 1          | 0          | 19    | 0     |
| 78 | Нап  | Игорь Зенькович       | 17           | 6            | 3     | 1     | 11        | 1         | 0          | 0          | 31    | 8     |
| 87 | Защ  | Александр Симчевич    | 22           | 0            | 5     | 2     | 12        | 0         | 1          | 0          | 40    | 2     |
| 88 | ПЗ   | Роджер Каньяс         | 26           | 4            | 4     | 0     | 12        | 2         | 1          | 0          | 43    | 6     |
| 91 | Нап  | Сергей Хижниченко     | 20           | 5            | 4     | 1     | 11        | 4         | 1          | 0          | 36    | 10    |

### Бомбардиры
| №     | Имя                   | ЧК | КК | ЕК | СК | Итого |
| ----- | --------------------- | -- | -- | -- | -- | ----- |
| 1     | Андрей Финонченко (к) | 6  | 2  | 3  | 0  | 11    |
| 2     | Сергей Хижниченко     | 5  | 1  | 4  | 0  | 10    |
| 3     | Игорь Зенькович       | 6  | 1  | 1  | 0  | 8     |
| 4     | Евгений Тарасов       | 4  | 1  | 1  | 0  | 6     |
| 4     | Роджер Каньяс         | 4  | 0  | 2  | 0  | 6     |
| 6     | Роман Муртазаев       | 3  | 1  | 1  | 0  | 5     |
| 7     | Дауренбек Тажимбетов  | 3  | 1  | 0  | 0  | 4     |
| 8     | Алдин Джидич          | 2  | 0  | 1  | 0  | 3     |
| 9     | Михаил Габышев        | 2  | 0  | 0  | 0  | 2     |
| 9     | Александр Симчевич    | 0  | 2  | 0  | 0  | 2     |
| 9     | Максат Байжанов       | 0  | 0  | 1  | 1  | 2     |
| 12    | Гедиминас Вичюс       | 1  | 0  | 0  | 0  | 1     |
| 12    | Эдуард Вишняков       | 1  | 0  | 0  | 0  | 1     |
| 12    | Никола Василевич      | 1  | 0  | 0  | 0  | 1     |
| 12    | Ахат Жолшорин         | 1  | 0  | 0  | 0  | 1     |
| 12    | Вадим Боровский       | 1  | 0  | 0  | 0  | 1     |
| 12    | Токтар Жангылышбай    | 0  | 1  | 0  | 0  | 1     |
| 12    | Андрей Порываев       | 0  | 0  | 0  | 1  | 1     |
| 12    | Жамбыл Кукеев         | 0  | 0  | 0  | 1  | 1     |
| ИТОГО | ИТОГО                 | 40 | 10 | 14 | 3  | 67    |

## Трансферы

### Пришли в клуб
| Поз. | Игрок                | Прежний клуб            | Тип перехода    |
| ---- | -------------------- | ----------------------- | --------------- |
| Защ  | Евгений Азаматов     | Байтерек                | Из аренды       |
| Вр   | Игорь Шацкий         | Астана-1964             | Из аренды       |
| Нап  | Айдос Таттыбаев      | Булат АМТ               | Из аренды       |
| ПЗ   | Владислав Ахмеев     | Астана-1964             | Из аренды       |
| Вр   | Хамит Матаев         | Булат АМТ               | Из аренды       |
| Нап  | Никита Бильдинов     | Астана-1964             | Из аренды       |
| ПЗ   | Игорь Пикалкин       | Окжетпес                | Из аренды       |
| ПЗ   | Жомарт Рсалин        | Астана-1964             | Из аренды       |
| ПЗ   | Борут Семлер         | Акжайык                 | Свободный агент |
| Защ  | Александр Симчевич   | Мордовия                | Свободный агент |
| Нап  | Дауренбек Тажимбетов | Ордабасы                | Свободный агент |
| Защ  | Владимир Седельников | Тобол (Костанай)        | Свободный агент |
| Защ  | Сергей Малый         | Арсенал (Белая Церковь) | Свободный агент |
| Вр   | Валерий Фомичёв      | Динамо-Брест            | Свободный агент |
| Нап  | Игорь Зенькович      | Акжайык                 | Трансфер        |
| Нап  | Геворг Газарян       | Металлург (Донецк)      | В аренду        |
| Вр   | Стас Покатилов       | Акжайык                 | Трансфер        |
| ПЗ   | Аслан Дарабаев       | Атырау                  | Трансфер        |
| Защ  | Бакыт Абуов          | Кайрат-Академия         | Свободный агент |
| Защ  | Марат Ракишев        | Булат АМТ               |                 |

### Ушли из клуба
| Поз. | Игрок                | Новый клуб  | Тип перехода    |
| ---- | -------------------- | ----------- | --------------- |
| Нап  | Аблайхан Махамбетов  | Окжетпес    | Из аренды       |
| Нап  | Сергей Гридин        | Астана      | Из аренды       |
| ПЗ   | Даниел Майкич        | Вележ       | Свободный агент |
| ПЗ   | Филип Арсениевич     | Ягодина     | Свободный агент |
| Вр   | Александр Григоренко | Ордабасы    | Свободный агент |
| Защ  | Александр Киров      | Астана      | Свободный агент |
| Вр   | Игорь Шацкий         | Астана-1964 | В аренду        |
| Вр   | Хамит Матаев         | Булат АМТ   |                 |
| Защ  | Игорь Солошенко      | Окжетпес    |                 |
| Защ  | Арман Сахимов        |             |                 |
| Защ  | Владлен Антощук      |             |                 |
| Защ  | Дмитрий Моисеев      | Астана-1964 |                 |
| Защ  | Артем Елецкий        |             |                 |
| Защ  | Федор Руденко        | Гефест      |                 |
| Защ  | Евгений Азаматов     |             |                 |
| ПЗ   | Ерлан Турашбаев      | Атырау      |                 |
| ПЗ   | Жомарт Рсалин        | Астана-1964 |                 |
| ПЗ   | Игорь Пикалкин       | Астана      |                 |
| Нап  | Сергей Ветров        | Булат АМТ   |                 |
| Нап  | Галымжан Абдикадиров |             |                 |
| Нап  | Никита Бильдинов     |             |                 |
| Нап  | Айдос Таттыбаев      | МФК Тулпар  |                 |
|      | Григорий Дубков      | Гефест      |                 |
|      | Данияр Жанкин        |             |                 |
|      | Михаил Щербаков      |             |                 |
|      | Станислав Васильев   |             |                 |
| Защ  | Марат Ракишев        | Булат АМТ   |                 |
| ПЗ   | Жамбыл Кукеев        | Кайрат      | Трансфер        |
| Защ  | Владимир Седельников | Астана-1964 | В аренду        |
| ПЗ   | Борут Семлер         | Кайсар      | В аренду        |
| Нап  | Эдуард Вишняков      | Видзев      | Свободный агент |
| Нап  | Дауренбек Тажимбетов | Астана      | В аренду        |
| Нап  | Виталий Ли           | Кайрат      | В аренду        |
| Защ  | Александр Матышев    | Булат АМТ   |                 |
| Вр   | Валерий Фомичёв      | Ордуспор    | В аренду        |